# Alexandre (bande originale)
Pour les articles homonymes, voir Alexandre.
Albums de Vangelis
1492 : Christophe Colomb
(1992) El Greco
(2007)
La bande originale du film Alexandre d'Oliver Stone a été composée par Vangelis. L'album est sorti en 2004. Il s'agit de la première musique de film de Vangelis depuis celle qu'il avait composée pour Cavafy en 1996.
La bande originale d'Alexandre ne comporte pas à proprement parler de thème. On peut néanmoins signaler que la mélodie présente dans le morceau Titans revient dans Dream of Babylon. Le travail de Vangelis comporte deux facettes identifiables. D'abord celle des ambiances (The Drums of Gaugamela, Chant, Immortality...) avec des compositions destinées à accompagner les images et à les mettre en valeur. Ensuite, celle des compositions mélodiques (Titans, Roxane's Veil, Across the Mountains, Eternal Alexander, Tender Memories).
La musique est jouée pour la majeure partie au synthétiseur par Vangelis. Le morceau Titans évoque le côté épique du règne d'Alexandre. Tender Memories évoque la relation unissant Alexandre à sa mère, présente tout au long du film.
Dans le documentaire réalisé par Suzanne Gielgud, Dancing For Oliver qui détaille les danses de Roxane (Rosario Dawson) et de Bagoas (Francisco Bosch), Vangelis s'exprime sur la manière dont il a créé la musique pour la chorégraphie de Piers Gielgud.

## Liste des titres
Les traductions sont purement indicatives dans la mesure où les titres n'ont pas été traduits sur la version française de l'album.
Toute la musique est composée par Vangelis.
| 1.    | Introduction           |                            | 1:32 |
| 2.    | Young Alexander        | Jeune Alexandre            | 1:36 |
| 3.    | Titans                 |                            | 3:59 |
| 4.    | The Drums of Gaugamela | Les tambours de Gaugamèles | 5:20 |
| 5.    | One Morning at Pella   | Un matin à Pella           | 2:11 |
| 6.    | Roxane's Dance         | Danse de Roxane            | 3:25 |
| 7.    | Eastern Path           | Un chemin vers l'est       | 2:58 |
| 8.    | Gardens of Delight     | Jardins des délices        | 5:24 |
| 9.    | Roxane's Veil          | Le voile de Roxane         | 4:40 |
| 10.   | Bagoas' Dance          | Danse de Bagoas            | 2:29 |
| 11.   | The Charge             | La charge                  | 1:41 |
| 12.   | Preparation            |                            | 1:42 |
| 13.   | Across the Mountains   | À travers les montagnes    | 4:12 |
| 14.   | Chant                  |                            | 1:38 |
| 15.   | Immortality            | Immortalité                | 3:18 |
| 16.   | Dream of Babylon       | Rêve de Babylone           | 2:41 |
| 17.   | Eternal Alexander      | Eternel Alexandre          | 4:37 |
| 18.   | Tender Memories        | Tendres souvenirs          | 2:59 |
| 56:36 |                        |                            |      |

- l'édition allemande[3] de l'album contient un titre supplémentaire (piste 19, « Bonus track ») : Bizarre Bazar (durée : 3:52).